# Mavro Orbini
Mavro Orbini (n. 1563, Dubrovnik, Republica Ragusa – d. 1614, Dubrovnik, Republica Ragusa) a fost un cronicar ragusan, notabil pentru cartea sa în limba italiană „Il Regno de gli Slavi” (Regatul slavilor, din 1601), care a influențat ideologia și istoriografia slavă în secolele ulterioare. 

## Biografie
Orbini s-a născut în Ragusa (acum Dubrovnik), capitala Republicii Ragusa, un oraș-stat de comercianți cu populație slavă de pe țărmul estic al mării Adriatice. Familia sa slavă a provenit de la Kotor (în Muntenegrul modern), iar numele său în slavă a fost scris de el însuși ca Mavar Orbin. El a fost menționat pentru prima dată în surse care datează din 1592.
La 15 ani, s-a alăturat benedictinilor, iar după ce a devenit călugăr, a trăit o perioadă în mănăstirile de pe insula Mljet și mai târziu la Ston și în Regatul Ungariei, unde a fost starețul mănăstirii benedictine din Bačka (acum în Serbia) câțiva ani. Apoi s-a întors la Ragusa, unde și-a petrecut restul vieții. 
Ca majoritatea intelectualilor dalmați din vremea sa, el era familiarizat cu ideologia pan-slavă a lui Vinko Pribojević. El a adus o contribuție foarte importantă la acea ideologie scriind „Il Regno de gli Slavi” (Regatul slavilor) în limba italiană, o carte istorică și ideologică publicată la Pesaro în 1601. Deoarece Regno de gli Slavi cita surse eretice a fost trecută în anul 1603 pe lista cărților interzise de către biserica romano-catolică.
Această istorie necritică a slavilor de sud a fost tradusă în limba rusă de Sava Vladislavici în 1722, cu o prefață de Feofan Prokopovici. De atunci, cartea a exercitat o influență semnificativă asupra ideilor popoarelor slave despre sine și asupra ideilor europene asupra slavilor. 
Ca și Pribojević, Orbini unifică ilirii cu identități mitice slave și interpretează istoria dintr-o poziție mitologică pan-slavă. Întrucât Orbini a trăit chiar la marginea țărilor libere slave, el a glorificat multitudinea popoarelor slave (în primul rând rușii și polonezii) pentru a contracara agresivitatea imperiilor germanic, italian (Veneția) și otoman. Una dintre sursele probabile ale lui Orbini a fost Ludovik Crijević Tuberon.
De asemenea, Orbini a publicat o carte în limba sârbo-croată, Oglinda spirituală (Zrcalo duhovno, 1595), care a fost în esență o traducere a operei italiene a lui Angelo Nelli. Acest text, tradus în „limba ragusană”, așa cum Orbini a numit limba vernaculară slavă locală, are o importanță culturală și istorică ca exemplu de proză din secolul al XVI-lea. Lucrarea sa a fost una dintre puținele surse primare despre bătălia de la Savra din 1385, deși conține multe date incorecte și imprecise despre această bătălie. 

## Moștenire
În afară de fondul său ideologic, opera principală a lui Orbini a fost folosită mult timp ca una dintre puținele surse pentru segmente din istoria medievală târzie a slavilor de sud, din ducatul Carintia și Țările Slovene până la Serbia și Bulgaria. Chiar și istoriografia de astăzi este adesea incertă cu privire la cât de mult adevăr există în unele dintre scrierile și afirmațiile sale. 
Opera lui Orbin Regatul slavilor a fost, de asemenea, principala sursă folosită de Paisie de la Hilandar pentru a scrie Istoriya Slavyanobolgarskaya, cea mai influentă lucrare a istoriografiei bulgare timpurii, în 1762. El este menționat în carte ca „un anume Mavrubir, un latin” și este în general discreditat, în ciuda faptului că este adesea citat. 
El a fost supranumit " Tucidide dalmațianul".

## Antropologie
Orbini credea că slavii proveneau din goții din Scandinavia. El a mai susținut că ilirii vorbeau slavă. El a susținut părerea lui Pribojević că Alexandru cel Mare și macedonenii antici erau slavi.

## Lucrări
- De Ultimo Fine Humanæ Vitæ Vel Summo Bono, înainte de 1590
- Orbini, Mauro (1601). Il Regno de gli Slavi hoggi corrottamente detti Schiavoni. Pesaro: Apresso Girolamo Concordia.
- Zarcalo dvhovno... (Oglinda spirituală ...), 1606 (publicată mai târziu în 1621 la Veneția și în 1703)